# Нью-Бедфорд (Массачусетс)
Нью-Бедфорд (Ню Бедферд, англ. New Bedford) — місто (англ. city) в США, в окрузі Бристоль штату Массачусетс. Населення — 101 079 осіб (2020), що зазначило його шостим за величиною містом у штаті.

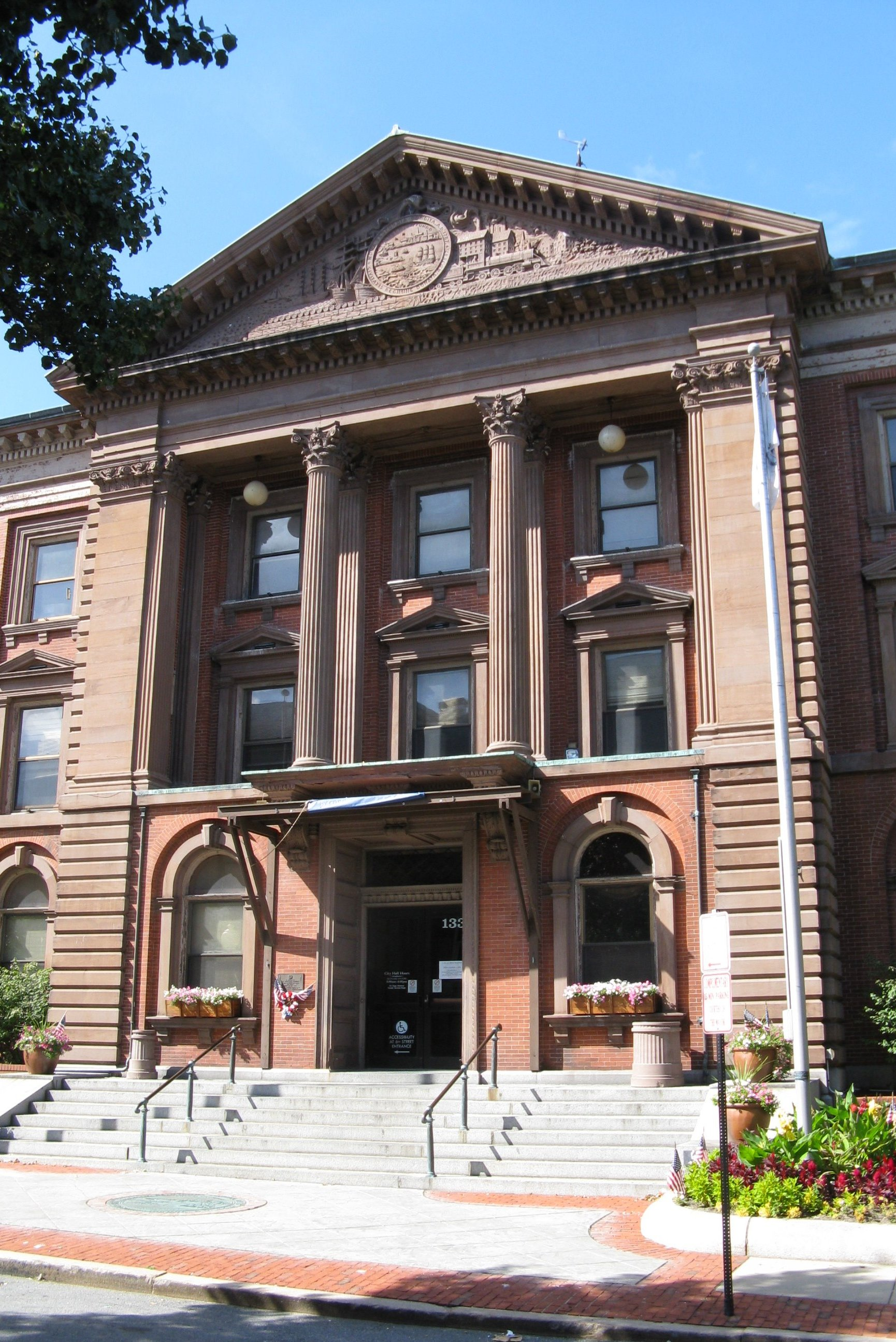

Нью-Бедфорд називають «Китобійне місто», тому що в XIX столітті це один з найважливіших у світі, якщо не найважливіший, з китобійних і рибних портів поряд з Нантакетом, штат Массачусетс і Нью-Лондоном, штат Коннектикут.
Місто разом з Фолл-Рівером і Тонтеном складають трійку найбільших міст на Південному Узбережжі штату Массачусетс.
Великий Провіденс-Фолл Рівер-Нью-Бедфорд регіон є домом для найбільшої Португальсько-американської громади в США.
Європейці вперше оселилися в Нью-Бедфорд в 1652 році.

## Географія
Нью-Бедфорд розташований за координатами 41°39′41″ пн. ш. 70°56′16″ зх. д. / 41.66139° пн. ш. 70.93778° зх. д. (41.661303, -70.937913). За даними Бюро перепису населення США в 2010 році місто мало площу 62,50 км², з яких 51,79 км² — суходіл та 10,71 км² — водойми.

### Клімат
| Клімат : Нью-Бедфорд    | Клімат : Нью-Бедфорд | Клімат : Нью-Бедфорд | Клімат : Нью-Бедфорд | Клімат : Нью-Бедфорд | Клімат : Нью-Бедфорд | Клімат : Нью-Бедфорд | Клімат : Нью-Бедфорд | Клімат : Нью-Бедфорд | Клімат : Нью-Бедфорд | Клімат : Нью-Бедфорд | Клімат : Нью-Бедфорд | Клімат : Нью-Бедфорд | Клімат : Нью-Бедфорд |
| Показник                | Січ.                 | Лют.                 | Бер.                 | Квіт.                | Трав.                | Черв.                | Лип.                 | Серп.                | Вер.                 | Жовт.                | Лист.                | Груд.                | Рік                  |
| Абсолютний максимум, °C | 19,4                 | 20,6                 | 26,7                 | 35,6                 | 36,7                 | 38,9                 | 39,4                 | 41,7                 | 34,4                 | 32,2                 | 26,1                 | 23,3                 | 41,7                 |
| Середній максимум, °C   | 3,1                  | 3,2                  | 7,3                  | 12,6                 | 18,6                 | 23,6                 | 26,7                 | 25,9                 | 22,3                 | 16,9                 | 11,0                 | 5,1                  | 14,7                 |
| Середня температура, °C | −0,8                 | −0,7                 | 3,4                  | 8,4                  | 14,1                 | 19,1                 | 22,4                 | 21,8                 | 18,1                 | 12,7                 | 7,2                  | 1,6                  | 10,6                 |
| Середній мінімум, °C    | −4,7                 | −4,7                 | −0,5                 | 4,2                  | 9,6                  | 14,6                 | 18,2                 | 17,7                 | 13,9                 | 8,5                  | 3,4                  | −2,5                 | 6,4                  |
| Абсолютний мінімум, °C  | −23,3                | −24,4                | −15,6                | −8,9                 | −0,6                 | 3,9                  | 8,3                  | 3,9                  | −1,1                 | −6,7                 | −13,3                | −23,9                | −24,4                |
| Норма опадів, мм        | 102                  | 89                   | 107                  | 97                   | 81                   | 84                   | 74                   | 107                  | 84                   | 84                   | 102                  | 104                  | 1113                 |
| Днів з опадами          | 11                   | 10                   | 11                   | 11                   | 11                   | 10                   | 9                    | 9                    | 8                    | 8                    | 10                   | 11                   | 119                  |
| ----------------------- | -------------------- | -------------------- | -------------------- | -------------------- | -------------------- | -------------------- | -------------------- | -------------------- | -------------------- | -------------------- | -------------------- | -------------------- | -------------------- |
| Джерело:                |                      |                      |                      |                      |                      |                      |                      |                      |                      |                      |                      |                      |                      |

## Демографія
Згідно з переписом 2010 року, у місті мешкали 95 072 особи в 38 761 домогосподарстві у складі 23 334 родин. Густота населення становила 1521 особа/км². Було 42933 помешкання (687/км²).
Расовий склад населення:
| - 74,5 % — білих - 6,4 % — чорних або афроамериканців - 1,3 % — корінних американців - 0,9 % — азіатів - 0,1 % — вихідців з тихоокеанських островів - 11,2 % — осіб інших рас |

До двох чи більше рас належало 5,7 %. Частка іспаномовних становила 16,7 % від усіх жителів.
За віковим діапазоном населення розподілялося таким чином: 23,2 % — особи молодші 18 років, 62,2 % — особи у віці 18—64 років, 14,6 % — особи у віці 65 років та старші. Медіана віку мешканця становила 36,6 року. На 100 осіб жіночої статі у місті припадало 92,1 чоловіків; на 100 жінок у віці від 18 років та старших — 88,6 чоловіків також старших 18 років.
Середній дохід на одне домашнє господарство становив 50 324 долари США (медіана — 37 574), а середній дохід на одну сім'ю — 58 510 доларів (медіана — 46 114). Медіана доходів становила 42 547 доларів для чоловіків та 36 005 доларів для жінок. За межею бідності перебувало 23,4 % осіб, у тому числі 34,1 % дітей у віці до 18 років та 16,9 % осіб у віці 65 років та старших.
Цивільне працевлаштоване населення становило 42 173 особи. Основні галузі зайнятості: освіта, охорона здоров'я та соціальна допомога — 27,5 %, виробництво — 13,5 %, роздрібна торгівля — 12,2 %.

## Міста-побратими
- — Іляву, Португалія (2005)[19]